# Озёрное (Красноярский край)
Озерное — село в Енисейском районе Красноярского края России. Административный центр Озерновского сельсовета.

## География
Село Озерное расположено на правом берегу в низовьях реки Кемь. Находится вблизи западных окраин Енисейска, в 5 км от центра города. Село почти полностью окружено лесными массивами.
На востоке рядом с селом находится городской микрорайон Аэропорт (отделён от села полосой леса шириной 150—300 м), за ним находится аэропорт Енисейск.
В селе около 10 улиц, главная из них — Ленинградская, являющаяся частью автодороги, проходящей от Енисейска к мосту через Кемь в 2 км к западу от села (на Усть-Кемь, Анциферово, Плотбище, Пировское).

## Население
| 2010 |
| ---- |
| 1746 |